# Bezosetka
Bezosetka (Isolepis) je rod jednoděložných rostlin z čeledi šáchorovité (Cyperaceae). Někteří autoři řadili druhy rodu bezosetka (Isolepis) do rodu skřípina v širším pojetí (Scirpus s.l.). Někteří zase uznávali rod Isolepis, ale řadili sem i některé druhy rodu skřípinec (Schoenoplectus), např. skřípinec poléhavý (Schoenoplectus supinus, syn.: Isolepis supina). Tato 2 pojetí nejsou v tomto článku uznávána.

## Popis
Jedná se o jednoleté až vytrvalé trsnaté nebo netrsnaté byliny, s oddenky nebo bez nich. Jsou jednodomé, převážně s oboupohlavnými květy. Lodyhy jsou oblé. Listy jsou většinou jen na bázi, zpravidla redukované na listové pochvy, čepele jsou zakrnělé, jazýčky chybí, fotosyntetickou funkci přebírá hlavně stonek. Květy jsou v květenstvích, v kláscích. Klásky skládají hlávkovitě stažený kružel, který je vrcholový, i když někdy zdánlivě boční. Někdy je klásek jednotlivý. Pod květenstvím je listen, který často napodobuje pokračování stonku, potom se zdá květenství zdánlivě boční. Květy vyrůstají z paždí plev. Okvětí chybí, vzácněji je přítomno ve formě 3-4 zakrnělých štětinek. Tyčinky jsou 1-3, jsou volné. Gyneceum je složeno ze 2-3 plodolistů, je synkarpní, blizny jsou 2 nebo 3, semeník je svrchní. Plodem je nažka, která je bikonvexní nebo trojhranná.

## Rozšíření ve světě
Je známo asi 70 druhů , které jsou rozšířeny nejvíce v Africe a v Austrálii, méně i jinde po celém světě od tropů po mírný pás.

## Rozšíření v Česku
V ČR roste jediný druh: bezosetka štětinovitá (Isolepis setacea). Najdeme ji roztroušeně na vlhkých obnažených půdách od nížin do podhůří.

## Zástupci
- bezosetka štětinovitá (Isolepis setacea)[1]

## Seznam druhů
- Isolepis australiensis – Austrálie
- Isolepis carinata – Severní Amerika
- Isolepis cernua – většina světa
- Isolepis congrua – Austrálie
- Isolepis cyperoides – Austrálie
- Isolepis hookeriana – Austrálie
- Isolepis humillima – Austrálie
- Isolepis hystrix – Austrálie
- Isolepis inundata – Jižní Amerika
- Isolepis marginata – Austrálie
- Isolepis oldfieldiana – Austrálie
- Isolepis producta – Austrálie
- Isolepis prolifera – Austrálie
- Isolepis pseudosetacea - Severní Amerika, jižní Evropa, severní Afrika
- Isolepis setacea- skoro celý svět, v Severní Americe jen adventivně
- Isolepis stellata – Austrálie
- a četné další